# Coupe des Pays-Bas de football 1906-1907
Navigation
Coupe des Pays-Bas 1905-1906 Coupe des Pays-Bas 1907-1908
La Coupe des Pays-Bas de football 1906-1907, nommée la KNVB Beker, est la 9e édition de la Coupe des Pays-Bas.

## Déroulement de la compétition
Tous les tours se jouent en élimination directe. À chaque tour, un tirage au sort est effectué pour déterminer les adversaires.

## Finale
La finale se joue le 5 mai 1907 à La Haye, le VOC Rotterdam bat le Voorwaarts La Haye 4 à 3, après prolongation, et remporte son deuxième titre.